# وینبور اند وستفیلد
وینبور اند وستفیلد (به انگلیسی: Whinburgh and Westfield) یک روستا و محله مدنی در بریتانیا است که در Breckland District واقع شده‌است. وینبور اند وستفیلد ۷٫۵۶ کیلومتر مربع مساحت و ۳۴۲ نفر جمعیت دارد.